# Abt Sportsline
La Abt Sportsline GmbH con sede a Kempten in Algovia è un'azienda tedesca di tuning automobilistico per veicoli Audi, Cupra, Lamborghini, SEAT, Škoda e Volkswagen.
Guidata dai fratelli Hans-Jurgen e Christian Abt, l'azienda viene fondata nel 1991 e si basa sulla modifica delle autovetture per quanto riguarda sospensioni, centralina e modifiche di design e aerodinamiche.

## Prodotti

### Abt TT-R DTM
Tra il 2001 e il 2002 la Abt costruì alcuni esemplari di Audi TT omologati per partecipare al DTM. Denominati TT-R, mancarono il titolo nel 2001 a causa dello strapotere Mercedes-Benz, ma nel 2002 il pilota Laurent Aiello riuscì ad ottenere il titolo e inoltre ha ottenuto un V8 da 4,0 litri con circa 460 CV e Trazione posteriore, come prescritto dalle normative..

### Abt TT Limited II
Nel 2002, la Abt presentò una propria versione dell'Audi TT di prima generazione. Denominata TT Limited II, il suo propulsore era stato potenziato per erogare 265 cv di potenza con 360 Nm di coppia. Inoltre, l'intera aerodinamica è stata ridisegnata ispirandosi alle vetture da competizione sviluppate dall'azienda tedesca per il campionato DTM. Le sospensioni di serie sono state sostituite con dei modelli sportivi regolabili elettronicamente e l'intero assetto è stato irrigidito. Sono stati introdotti nuovi pneumatici SP1 in misura 8,5 x 19' e nuovi dettagli sportivi per gli interni.

### Abt Touareg VS10
Nel 2003, l'elaboratore tedesco ha costruito un modello special della Volkswagen Touareg. Rinominata VS10, presentava un nuovo assetto aerodinamico, nuove sospensioni sportive Abt Level-Control e un propulsore V10 diesel da 373 cv con 860 Nm di coppia sui 2000 giri. Ciò l'ha portata ad essere per un certo periodo ad avere il titolo di vettura a trazione integrale con propulsione diesel più potente al mondo. Sono stati inoltre introdotti un nuovo sistema di scarico a quattro terminali e nuovi pneumatici Abt SP4 da 18'.

### Abt AS4 Avant
Nel 2005, la Abt sviluppò una versione migliorata dell'Audi A4 Avant, denominata AS4 Avant. I propulsori 1.9 TDI, 2.0 TDI e i3.0 TDI della vettura di serie furono potenziati rispettivamente a 140 cv, 170 cv e 252 cv. Quest'ultimo produce 505 Nm di coppia ed è in grado di far accelerare la vettura da 0 a 100 km/h in 7,5 secondi, con una velocità di punta di 243 km/h. La manovrabilità della vettura è stata migliorata con l'introduzione di un nuovo sistema di sospensioni che abbassano il veicolo di 40 mm. L'aerodinamicità è stata anch'essa resa migliore con l'introduzione di uno spoiler posteriore e di nuove minigonne. Sono stati introdotti inoltre dei nuovi cerchi in lega e un nuovo sistema di scarico dotato di 4 terminali.

### Abt AS6 Avant
Nel 2005, la Abt sviluppò una propria versione migliorata dell'Audi A6 Avant, denominata AS6 Avant. Basandosi sulla versione dotata di propulsore 3.0 TDI, la ABT ha migliorato la potenza portandola a 265 cv con 550 Nm di coppia. Il corpo vettura è stato abbassato di 40 mm grazie all'introduzione di un nuovo sistema di sospensioni, mentre la carrozzeria è stata dotata di nuove componenti aerodinamiche quali un body kit e un nuovo spoiler posteriore. L'impianto di scarico è stato modificato introducendone una versione in acciaio inox dotato di quattro terminali e sono stati aggiunti nuovi cerchi in lega.

### Abt VS4-R
Nel 2006, la Abt ha presentato una propria versione della Volkswagen Golf GTi Mk V denominata VS4-R. La carrozzeria è stata resa più aerodinamica con l'introduzione di un nuovo body kit e di un nuovo spoiler posteriore. È stato anche modificato il sistema di scarico, a cui sono stati aggiunti quattro terminali in acciaio. Il propulsore 2.0 FSI è stato potenziato a 270 CV e 350 Nm tramite l'impiego di un nuovo turbocompressore e di un nuovo sistema di alimentazione. Ciò permette alla vettura una velocità massima di 244 km / h e un'accelerazione da 0 a 100 km/h in 6,4 secondi. La maneggevolezza è stata migliorata tramite l'inserimento di un nuovo sistema di sospensioni che ha abbassato la vettura di 40 mm. Per alleggerire il veicolo, sono stati montati diversi pezzi in carbonio e sono stati inseriti dei cerchi in lega SP1.

### Abt Q7
Nel 2006, la Abt ha presentato una propria versione elaborata dell'Audi Q7. Rispetto al modello originale, sono state aggiunte diverse appendici alla carrozzeria come un nuovo body kit costituito da paraurti anteriore, minigonne e paraurti posteriore allargati e un nuovo spoiler posteriore. Tutti i pezzi aggiuntivi sono stati realizzati in carbonio per contenere il peso finale della vettura. Sono stati aggiunti inoltre un nuovo sistema di scarico a quattro terminali dal diametro di 84 mm e nuovi cerchi in lega con superficie diamantata da 20' e 22' inseriti all'interno di pneumatici Conti CrossContact modelli 275/45 R20 e 295/30 R22. La carrozzeria viene proposta con una livrea bicolore. Il propulsore 3.0 TDI è stato potenziato per ottenere 272 cv con 580 Nm di coppia.

### Abt TT-R
Nel 2007, per commemorare il 110º anniversario dell'azienda, la Abt creò una versione speciale dell'Audi TT, denominata TT-R. Rispetto alla versione originale, questa monta un motore VR6 3.2 dalla potenza di 355 cv, con i quali la vettura è in grado di accelerare da 0 a 100 km/h in 5,1 secondi. Nello stesso anno è stata creata anche una versione Roadster che implementa gli stessi aggiornamenti..

### Abt TT-Sport
Accanto alla versione TT-S, la Abt ha realizzato anche un'altra versione basata sull'Audi TT, denominata TT-Sport. Come nell'altra versione, le componenti aerodinamiche sono state migliorate così come la configurazione delle sospensioni sportive. La particolarità risiede nel propulsore T-FSI 2.0, il quale, oltre ad essere stato potenziato a 240 cv, è stato configurato per poter impiegare benzina di varie tipologie contenendo il più possibile i consumi.

### Abt AS5
Nel 2008, la Abt realizzò una propria versione della Audi A5, denominata AS5, presentandola presso il salone automobilistico di Essen. Esteticamente, la vettura è stata modificata con l'aggiunta di varie componenti aerodinamiche come un nuovo body kit e nuove prese d'aria. Gli interni sono stati ridefiniti con nuovi inserti sportivi come la pedaliera e la manopola del cambio costruiti in alluminio. Meccanicamente, il propulsore 3.0 TDI è stato potenziato fino a raggiungere una potenza di 300 cv con una coppia di 600 Nm, garantendo in questo modo un'accelerazione da 0 a 100 km/h in 5,2 secondi, con una velocità massima di 264 km/h. Il sistema di sospensioni è stato migliorato con molle sportive per garantire una maggiore manovrabilità, mentre è stato migliorato il sistema frenante con l'inserimento di freni a disco da 380 mm posti dietro dei cerchioni BR a raggi sovrapposti da 20'. Il sistema di scarico è stato ottimizzato con l'introduzione di una versione a 4 terminali.
Di questo modello è stata creata anche la versione R nel 2009. Le aggiunte si concretizzano in un nuovo spoiler anteriore per migliorare la deportanza aerodinamica e in vari miglioramenti al motore che ora eroga 510 cv. Ciò permette un'accelerazione da 0 a 100 km/h in 4,5 secondi con velocità massima di 292 km/h.
Nello stesso anno è stata creata anche la versione cabrio.

### Abt R8
Nel 2008 la Abt realizzò una propria versione dell'Audi R8. È stato aggiunto un nuovo body kit con componenti in carbonio e fibra di vetro per migliorare l'aerodinamicità della vettura, sono stati ridistribuiti i pesi per migliorare la maneggevolezza e l'intero veicolo è stato alleggerito. Per incrementare la dinamicità complessiva, i cerchioni standard sono stati sostituiti con dei nuovi modelli BR rispettivamente da 9' all'anteriore e 11' al posteriore. Sono state introdotte nuove sospensioni sportive per incrementare la maneggevolezza e nuovi freni a disco da 380 mm.

### Abt Golf GTi VI
Nel 2009, il tuner tedesco ha presentato un'elaborazione della Volkswagen Golf GTi VI. La potenza è stata incrementata fino a 260 cv grazie all'impiego di un turbocompressore. Grazie ad esso, la vettura è in grado di accelerare fino ai 100 km/h con partenza da fermo in 6 secondi. L'aerodinamica è stata migliorata con l'introduzione di un nuovo body kit.

### Abt Scirocco
Basandosi sulla Volkswagen Scirocco di terza serie, l'Abt ha sviluppato una propria versione elaborata. Nella sezione posteriore dell'auto è stata inserito uno spoiler per aumentare la deportanza aerodinamica, mentre nelle fiancate sono state praticate nuove prese d'aria per il raffreddamento dei freni. Sempre nella sezione posteriore è stato applicato un sistema di scarico sportivo con quattro terminali, cosa che ha portato alla modifica del paraurti anteriore per ospitarlo. Il propulsore 1.4 TSI è stato potenziato a 200 cv di potenza.

### Abt Q5
Nel 2009, la Abt ha creato una propria versione del SUV Audi Q5. Il design è stato modificato con l'aggiunta di un nuovo body-kit che implementa un gancio da traino posteriore a scomparsa. Il terminale è stato rivisto con l'inserimento di quattro nuovi scarichi e sono stati applicati nuovi pneumatici BR da 20' . I propulsori diesel sono stati elaborati fino a sviluppare 190 (per il 2.0 TDI) e 310 cv (per il 3.0TDI) con coppia di 610 Nm, mentre il motore benzina 2.0 TSFI è stato elevato ad una potenza di 240 cv. Per sopperire alle nuove prestazioni, sono state inseriti dei nuovi ammortizzatori sportivi gestiti dal sistema elettronico denominato CDC (Continuous Damping Control) e nuovi dischi dei freni maggiorati.

### Abt R8 GT R
Dopo la presentazione di una prima versione elaborata della R8 nel 2008, i tecnici tedeschi hanno approntato una nuova versione della super sportiva dell'Audi. Denominata GT R, è stata costruita in soli 25 esemplari e presenta numerose componenti della carrozzeria realizzati in carbonio e cerchi in lega Abt CR per alleggerire il peso complessivo di una tonnellata. I finestrini sono stati sostituiti con dei pannelli di Makrolon, un materiale policarbonato che, oltre ad essere leggero, e anche molto resistente. Per migliorare la stabilità, sono stati impiantati nuovi ammortizzatori sportivi, mentre l'impianto frenante è stato elaborato con cerchi in ceramica ad alte prestazioni. Gli interni hanno numerosi dettagli derivati dalle versioni da competizioni, come i sedili sportivi Recaro e il roll-bar in acciaio inox. Il propulsore è stato potenziato fino a 620 cv di potenza, garantendo un'accelerazione da 0 a 100 km/h in 3,2 secondi ed una velocità massima di 325 km/h.

### Abt R8 GT S
Un anno dopo il lancio della R8 GT R, la Abt si è concentrata sullo sviluppo di una sua variante spider. Denominata GT S, è stata dotata di numerosi componenti in carbonio per ridurne il peso e di un propulsore V10 5.2 potenziato a 620 cv che la fa accelerare da 0 a 100 km/h in 3,6 secondi per una punta massima di 320 km/h. I suoi cerchioni Abt BR da 20' sono realizzati in lega per permettere un ulteriore risparmio di peso. Gli interni sono stati realizzati in pelle.

### Abt A1
Nel 2010, l'Audi A1 è stata sottoposta ad aggiornamento dalla Abt. Il propulsore 1.4 TFSI è stato potenziato fino ad ottenere 150 cv di potenza, mentre l'assetto è stata abbassato per migliorare la manovrabilità. Per migliorare l'aerodinamicità, è stato introdotto un body kit completo e uno spoiler posteriore.

### Abt Beetle
Nel 2012 la terza generazione della Volkswagen Beetle ha fatto da base per un progetto dei tecnici della Abt. È stato impiantato un nuovo kit aerodinamico ed è stato aggiunto un nuovo spoiler posteriore. Come propulsore era equipaggiato con Volkswagen Turbo 2.0 potenziato a 240 cv di potenza, ed è stato sostituito l'impianto di scarico con una nuova versione sportiva a due terminali.

### Abt AS8
Poco dopo il rilascio sul mercato nel 2010 della nuova Audi A8, la Abt ne ha creato una versione modificata denominata AS8. Il corpo vettura è stato potenziato con l'introduzione di un nuovo body kit aerodinamica, sono state introdotte delle sospensioni sportive pneumatica e il propulsore diesel 4.2 è stato modificato fino ad ottenere la potenza di 385 cv, con una coppia di 880 Nm.

### Abt AS6
Nel 2013, per festeggiare l'apertura di una nuova filiale californiana, la Abt ha deciso di presentare al SEMA di Las Vegas una nuova versione dell'Audi A6 3.0 TDI quattro. Denominata AS6, è stata aggiornata con diversi miglioramenti aerodinamici e con l'introduzione di cerchi in lega da 20'. Il propulsore è stato elaborato fino ad ottenere l'erogazione di 327 cv e 776 Nm di coppia. L'impianto frenante è ad alte prestazioni, mentre le sospensioni sono state equipaggiate di molle sportive per accentuare la manovrabilità.

### Abt Golf VII GTi Dark Edition
Dopo aver elaborato la GTi di sesta serie, gli ingegneri della Abt si sono prodigati nello sviluppo di una propria versione della settima serie. Denominata Dark Edition per via delle numerose componenti di colore nero con cui è stata decorata, la vettura era dotata di un propulsore da 300 cv di potenza che permetteva una velocità massima di 258 km/h ed un'accelerazione da 0 a 100 km/h in 5,8 secondi. Esteticamente il mezzo era stato dotato di un nuovo body kit, di un nuovo spoiler posteriore e di nuovi cerchi in lega Abt CR. Erano inoltre stati inseriti un nuovo sistema di scarico sportivo e nuovi ammortizzatori sportivi regolabili.

### Abt Polo R WRC
In omaggio alla vittoria di Sébastien Ogier nel WRC alla guida della Volkswagen Polo R WRC, la Abt ha realizzato un modello speciale della Polo. Presentante la stessa livrea della vettura da competizione, l'auto è dotata di un propulsore 2.0 elaborato per erogare la potenza di 290 cv. Ciò permette di raggiungere i 260 km/h di velocità. I cerchi di serie sono stati sostituiti con delle versioni in lega da 18" per contenere il peso.

### Abt RS7 Sportback
Sul finire del 2013, la Abt ha presentato una propria versione ad alte prestazioni dell'Audi RS7 Sportback. Esteticamente, la vettura è dotata di un nuovo terminale di scarico e un frontale ridisegnato. L'originale propulsore V8 4.0 Biturbo è stato invece potenziato fino ad ottenere una potenza di 700 cv e 880 Nm di coppia. Ciò permette alla vettura di accelerare fino a 322 km/h. Come accessori sono stati inseriti dei cerchi in lega da 21', silenziatori di scarico in acciaio inossidabile, distanziali e un nuovo sistema di illuminazione interna per portiere e pavimento.

### S8 V10 5.2 ABT
ABT ha svelato la S8 v10 abt che eroga la potenza di 507 cv e va da 0-100 in 4 secondi e in modalità sportiva in 3 secondi, s8 abt è prodotta in edizione limitata e viene venduta a partire da 185.532 euro.

## Galleria d'immagini

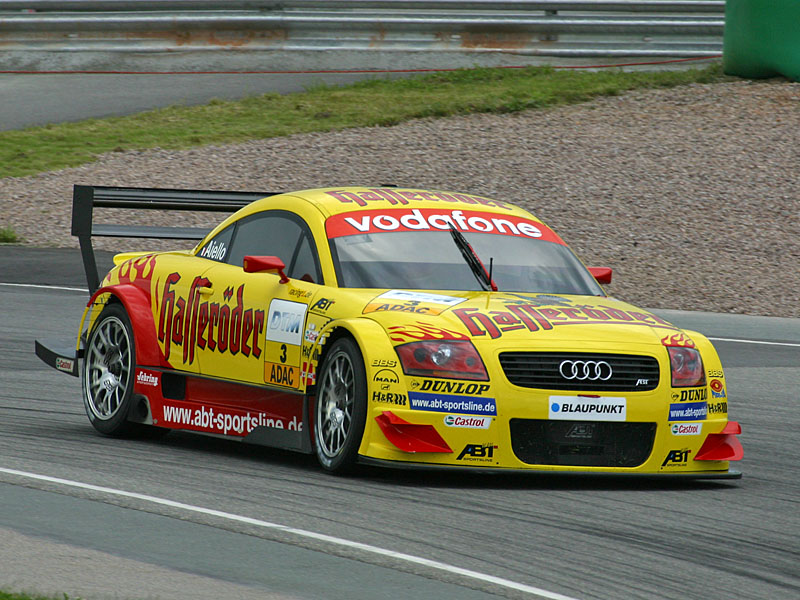
La Abt TT-R di Laurent Aiello nel DTM
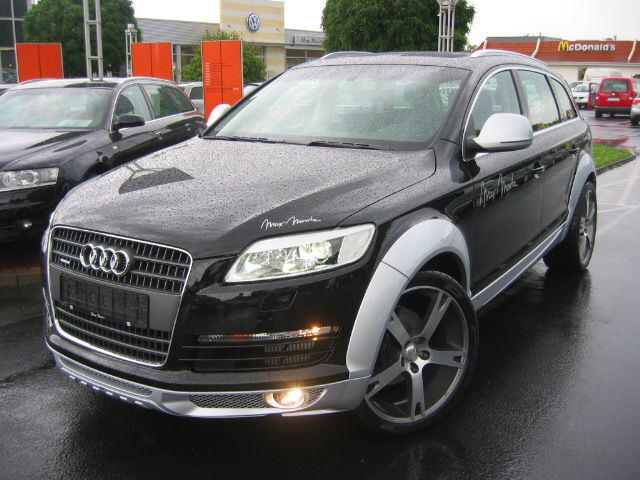
Abt Q7
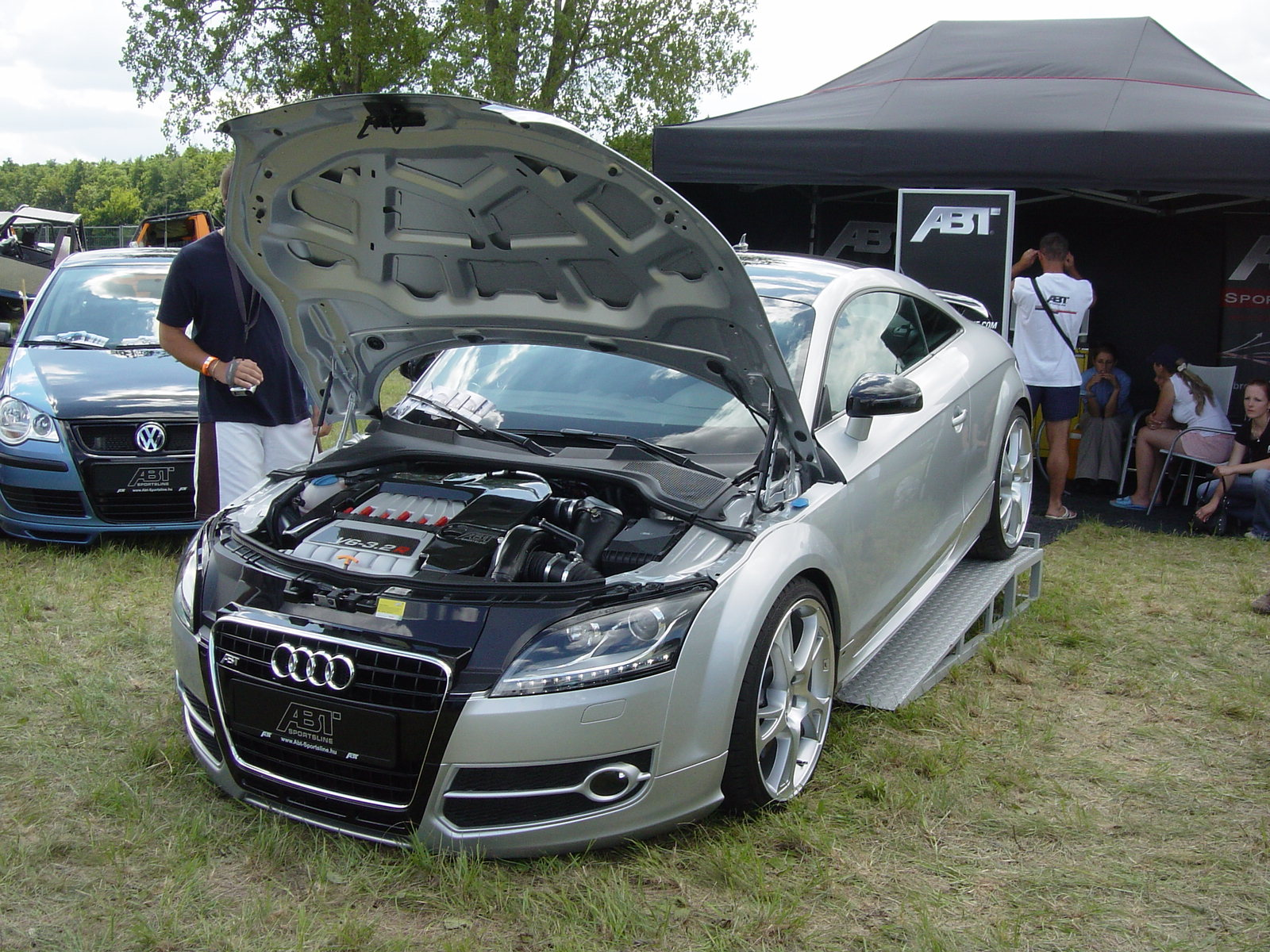
Abt TT-Sport
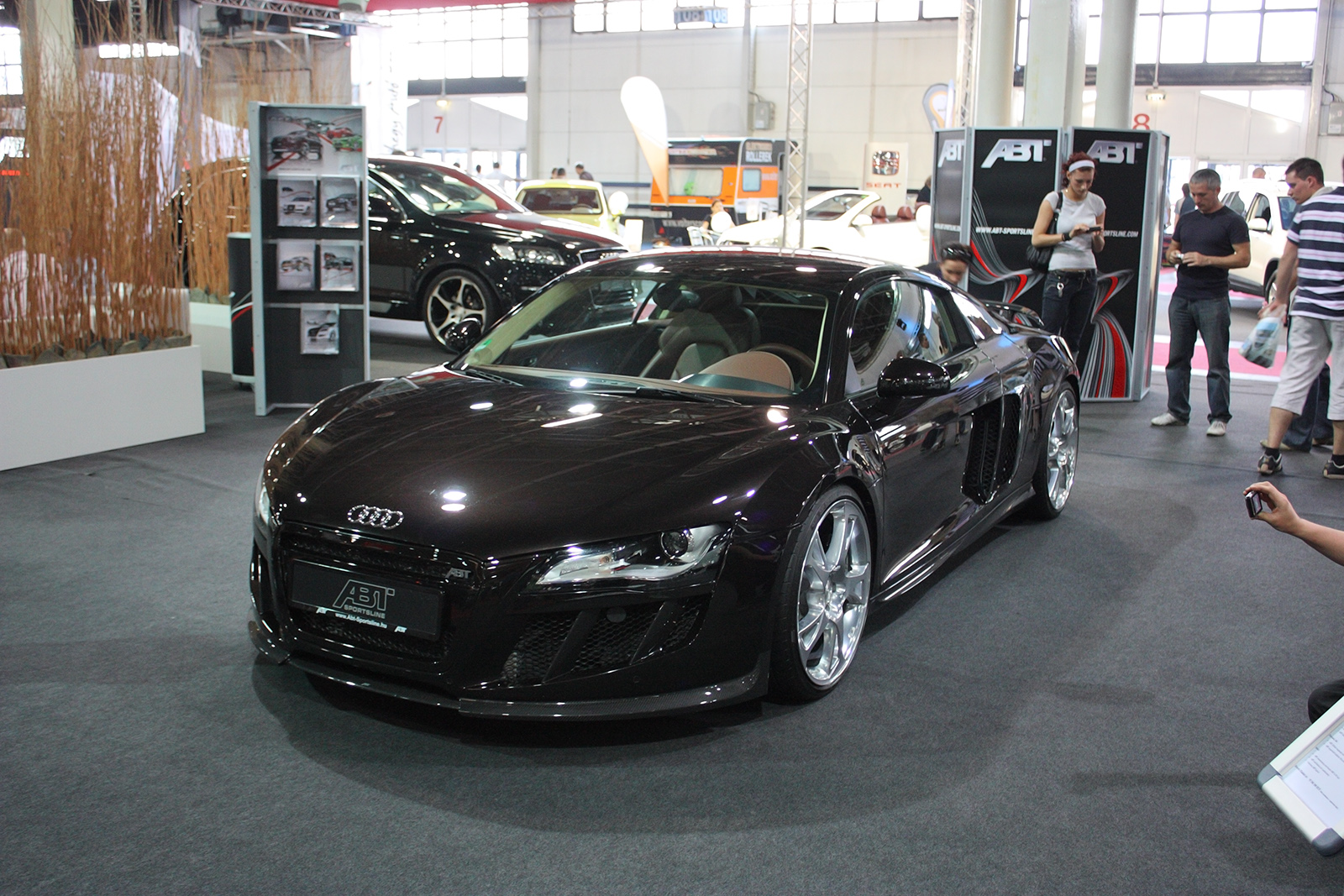
Abt R8
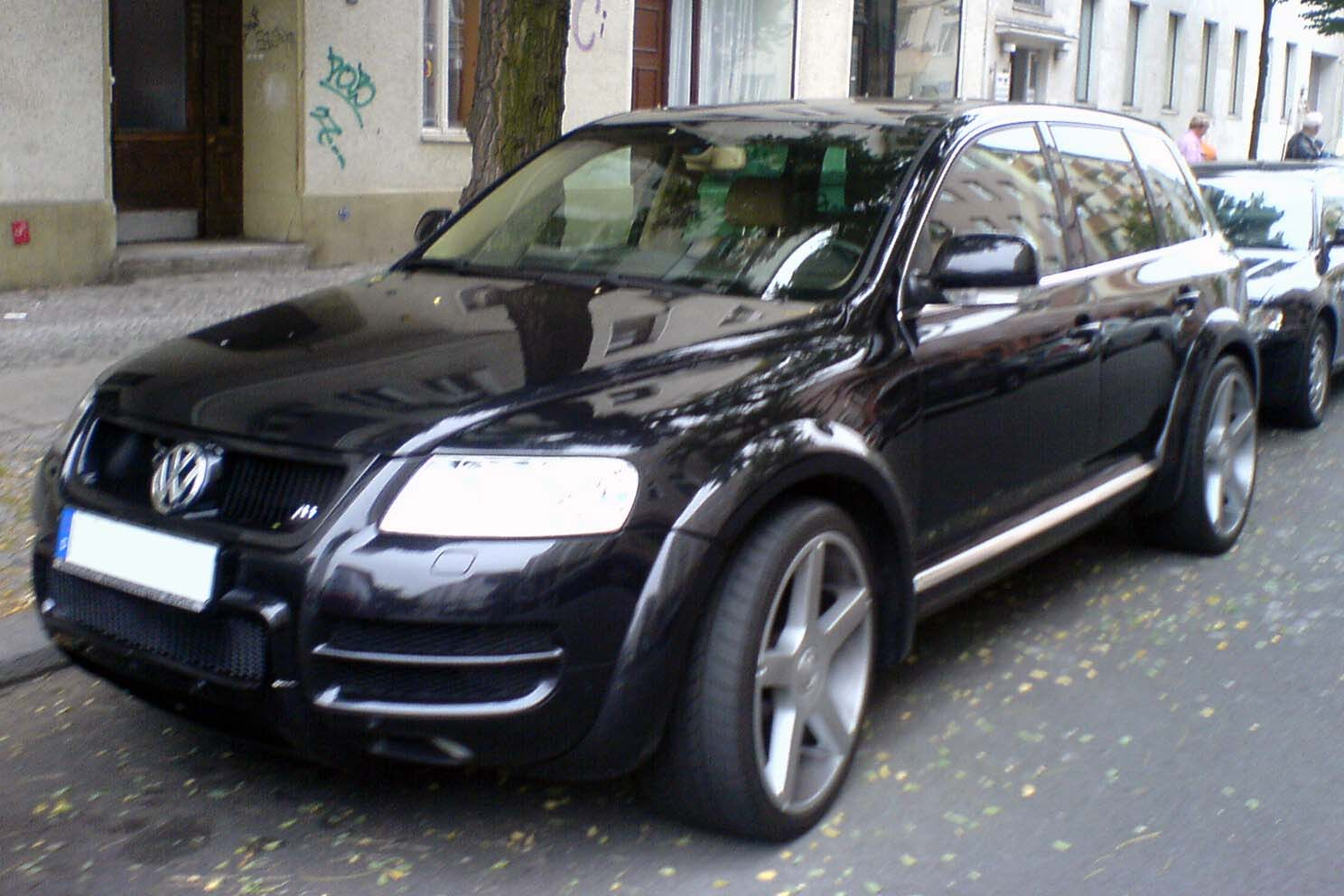
Abt Touareg VS10
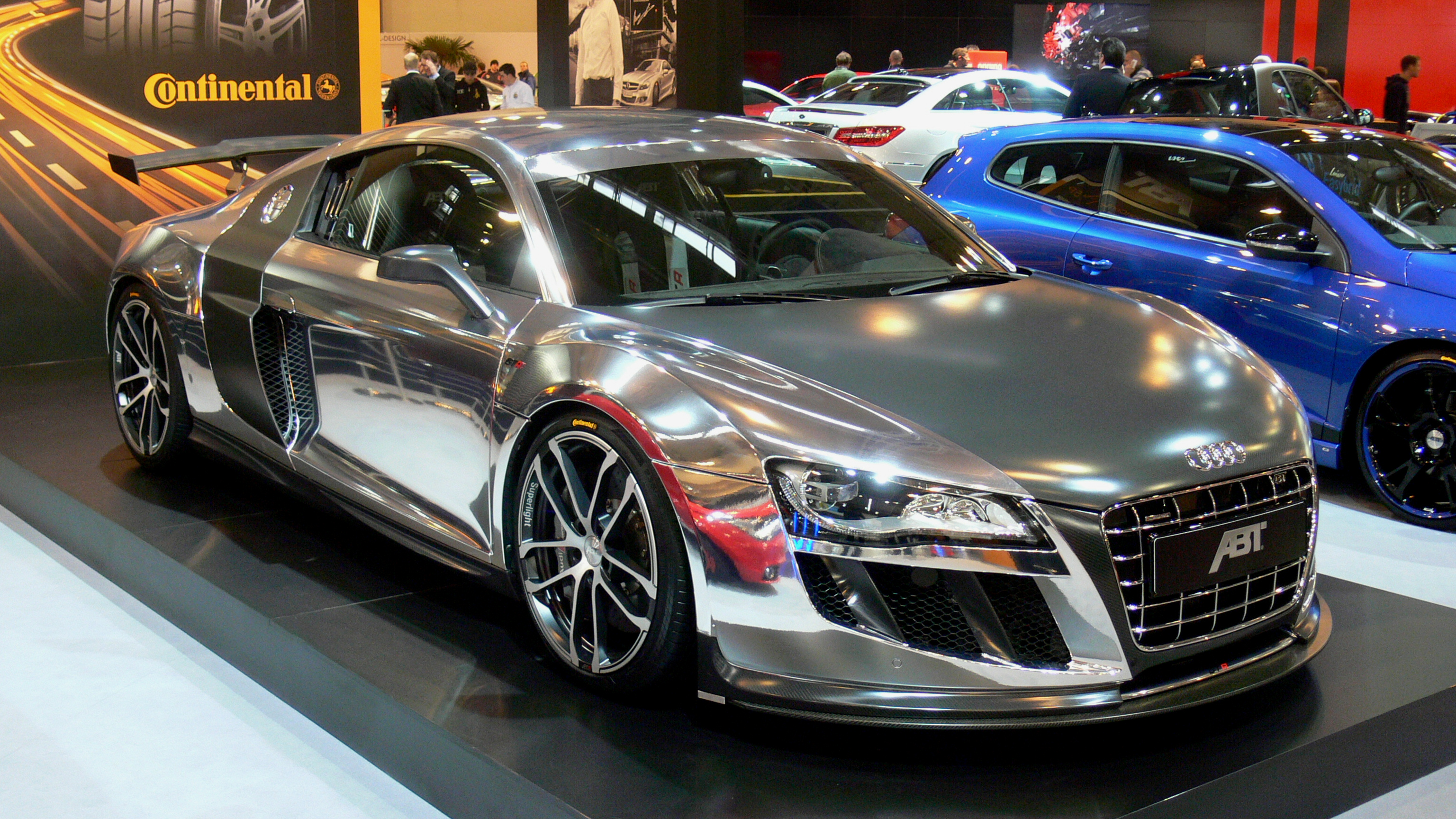
Abt R8 GT R
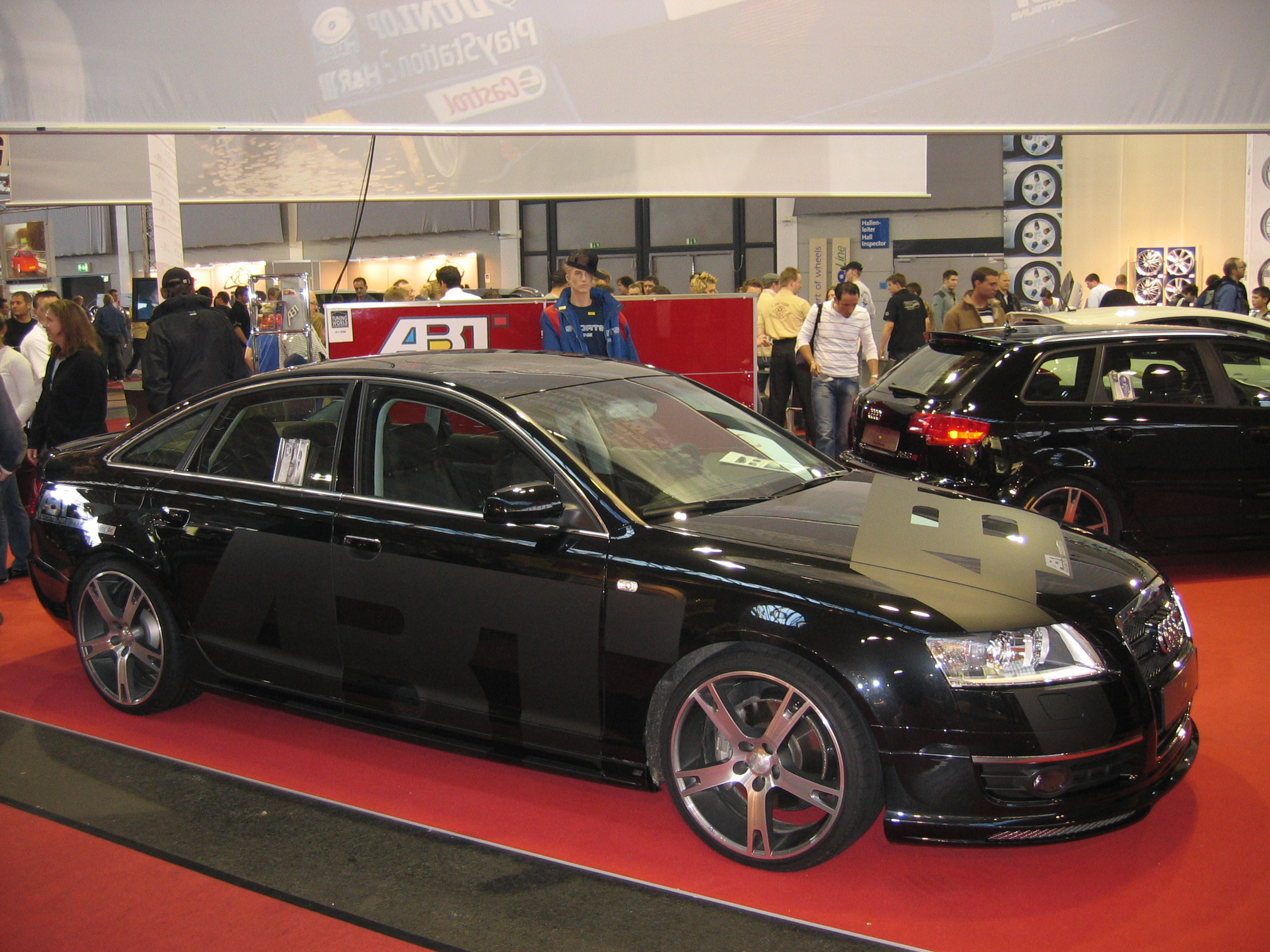
Abt AS6
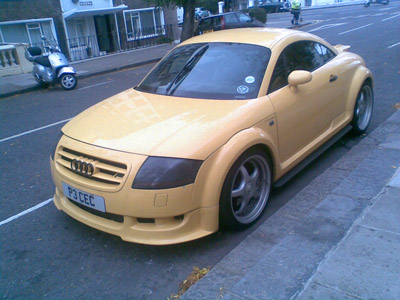
Abt TT
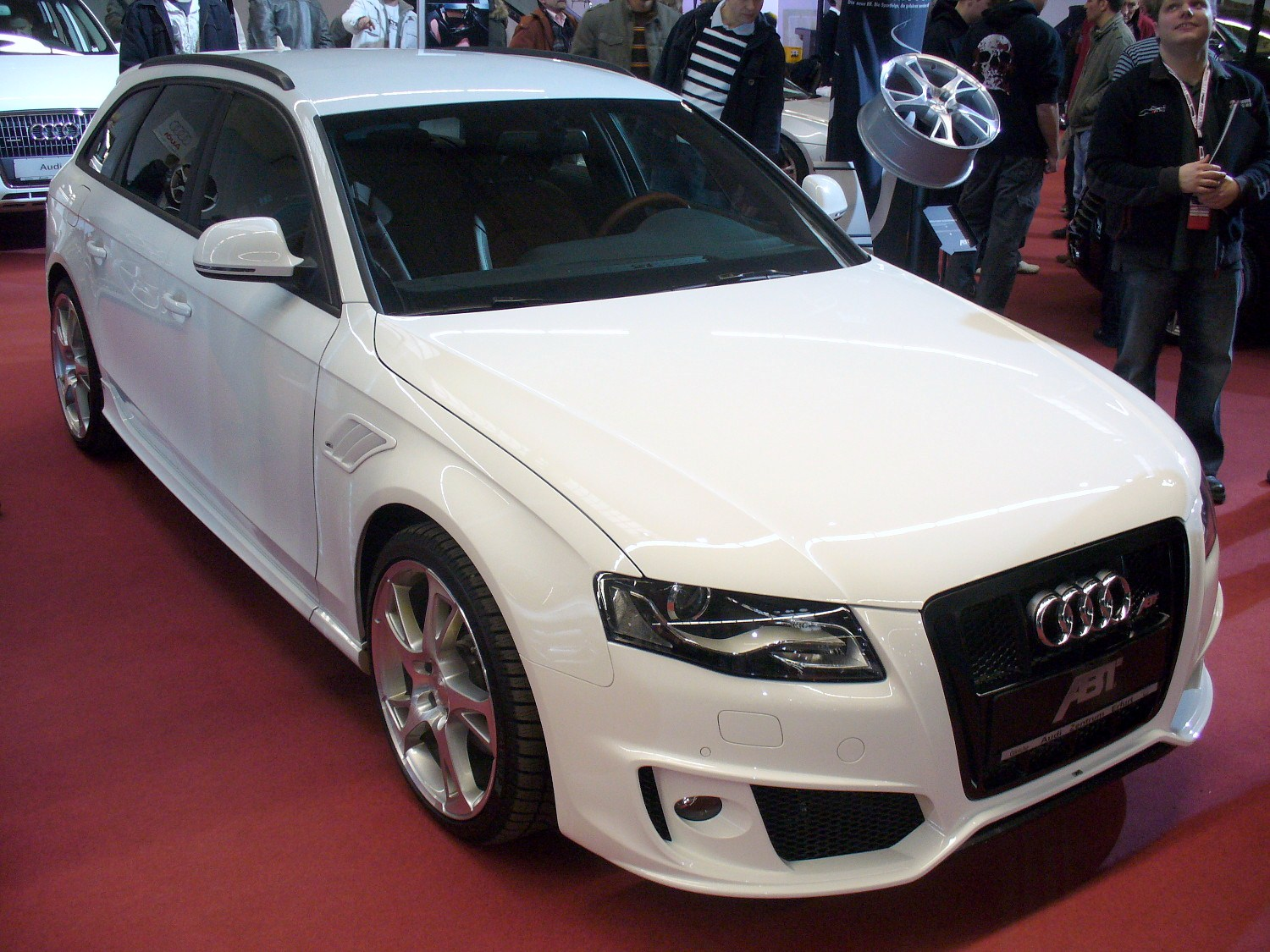
Abt AS4 Avant
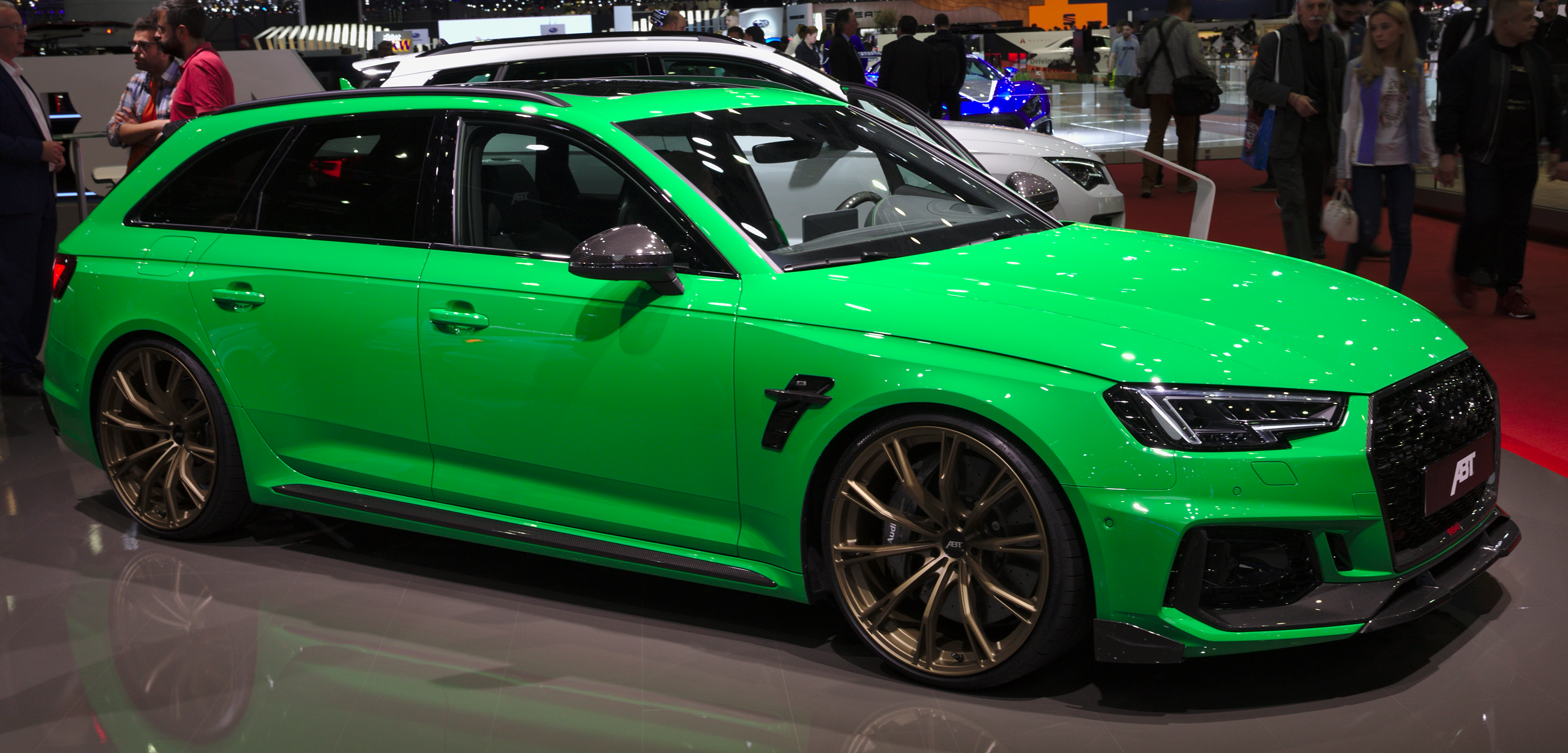
Abt RS4-R Avant
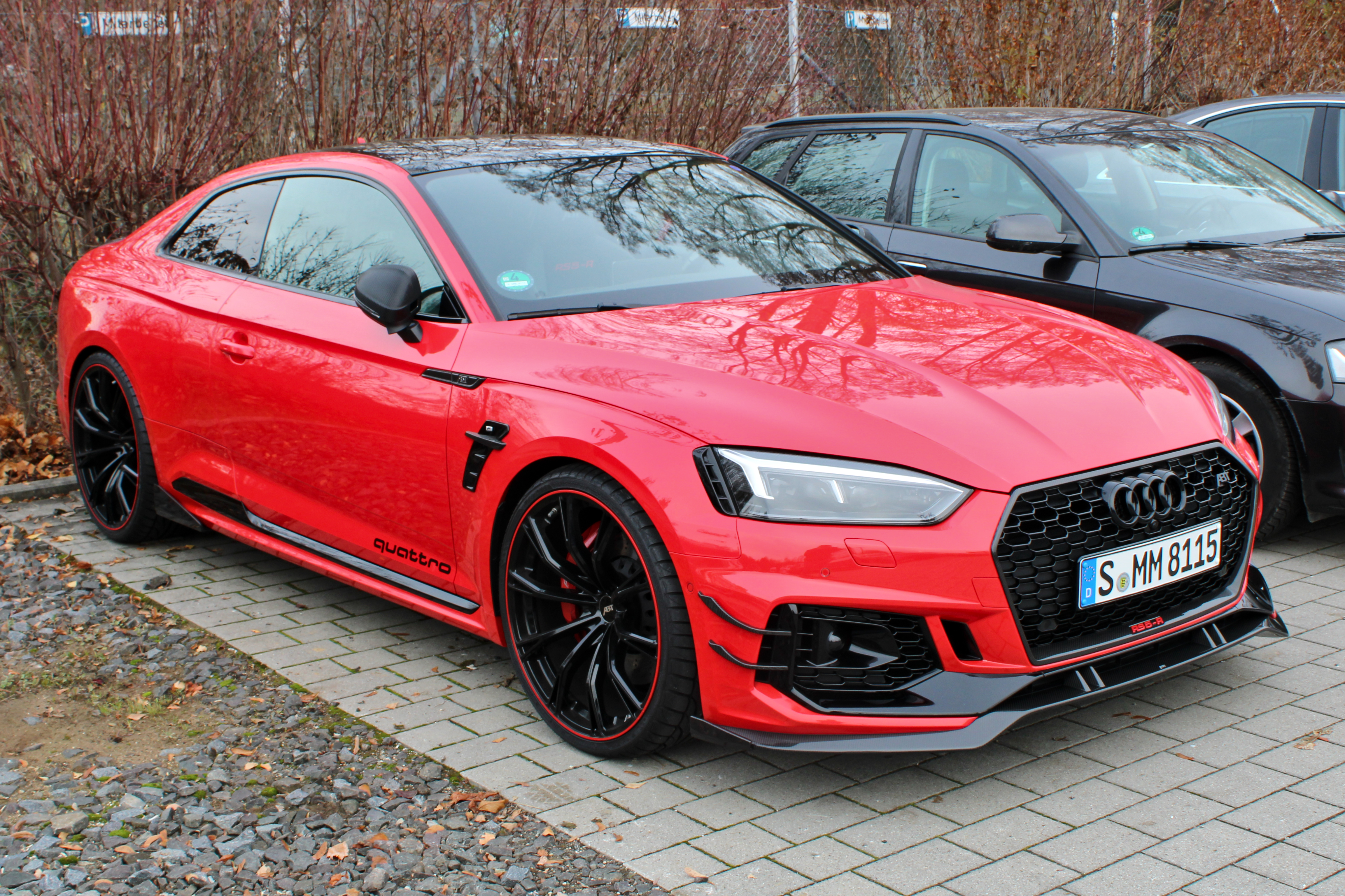
Abt RS5-R
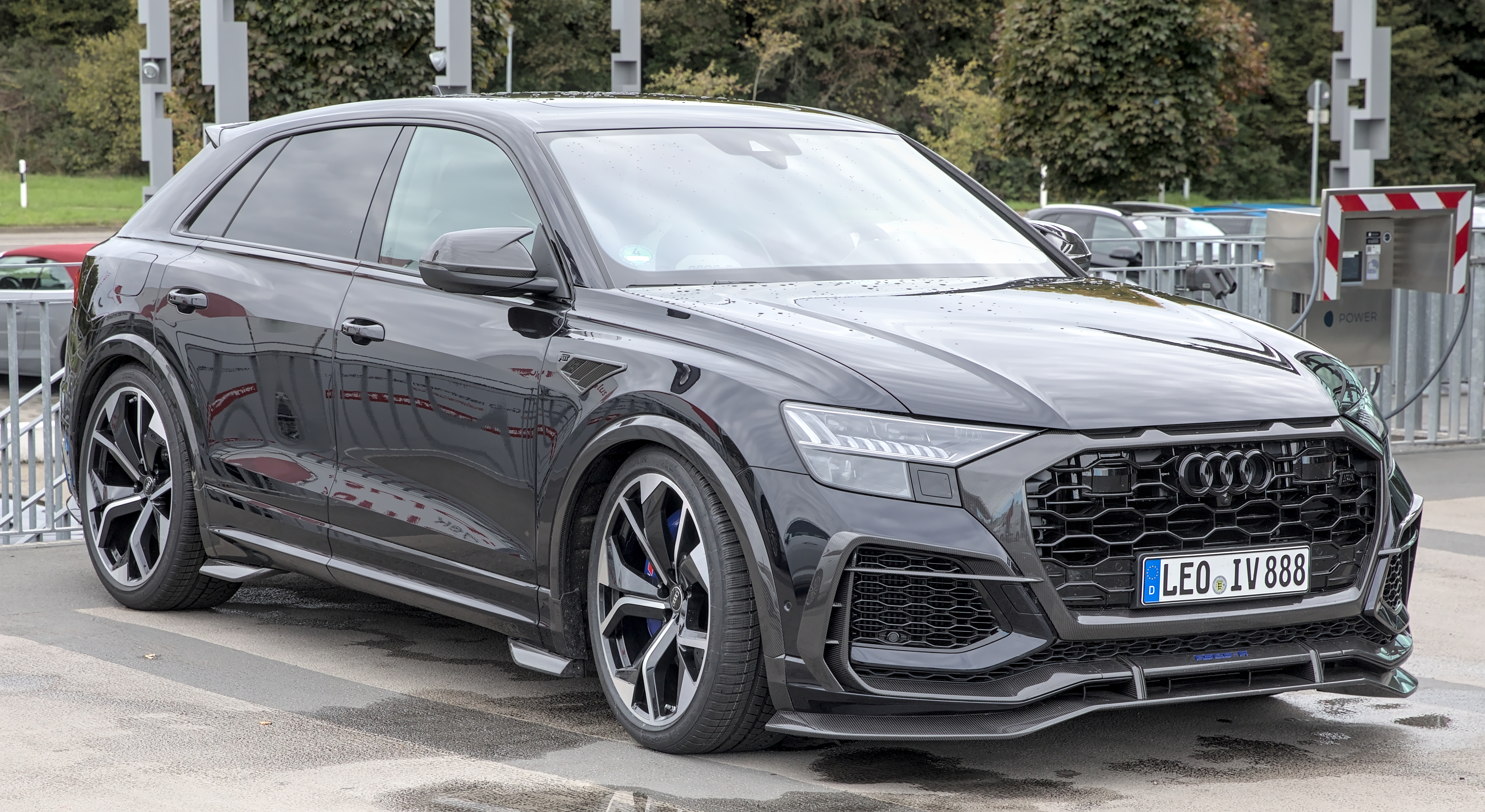
Abt RSQ8-R

## Sport
L'Abt Sportsline è uno dei Team sportivi di maggiore successo in Germania, è ha numerosi titoli sia nel Super Tourenwagen Cup che nel Deutsche Tourenwagen Masters, due dei principali campionati automobilistici tedeschi. Dal 2004, l'Abt Sportsline possiede un team Audi. Dal 2014 è attiva nel campionato mondiale di Formula E.